# 璃瑜增二
HD 200763，又名CD-3216398，SAO 212716、HR 8076，是一颗顯微鏡座的恒星，视星等为5.18，位于銀經12.47，銀緯-41.42，其B1900.0坐标为赤經21h 0m 17.9s，赤緯-32° -41.42′ 29″。